# Чернушка (Марий Эл)
 Чернушка  — посёлок в Медведевском районе Республики Марий Эл. Входит в состав Сидоровского сельского поселения.

## География
Находится на расстоянии приблизительно 10 км по прямой на юг от города Йошкар-Ола.

## История
Известен с 1892 года как «казённый дом», в 1936 году здесь числилось 1 хозяйство с 8 жителями. В 1959 году тут проживали 55 человек. Посёлок относился к колхозу имени Жданова, центральная усадьба которого находилась в деревне Большое Чигашево (ныне в составе Йошкар-Олы). Здесь также располагалась контора Чернушкинского лесничества Куярского мехлесхоза. В 1972 году в посёлке было 24 хозяйства и проживали 92 человека. В 1988 году Чернушкинское лесничество перешло учебно-опытному лесхозу Марийского государственного политехнического института имени М.Горького.

## Население
Население составляло 50 человек (русские 54 %, мари 34 %) в 2002 году, 65 в 2010.